# Sagok-myeon, Uiseong-gun
Sagok-myeon (koreanska: 사곡면) är en socken i kommunen Uiseong-gun i provinsen Norra Gyeongsang i den centrala delen av Sydkorea, 210 km sydost om huvudstaden Seoul.